# Samtgemeinde Dahlenburg
In der Samtgemeinde Dahlenburg aus dem niedersächsischen Landkreis Lüneburg haben sich fünf Gemeinden zur Erledigung ihrer Verwaltungsgeschäfte zusammengeschlossen.

## Gliederung der Samtgemeinde
1. Boitze
2. Dahlem
3. Dahlenburg, Flecken
4. Nahrendorf
5. Tosterglope

## Geschichte

### Samtgemeindegründung
Zur Gebietsreform in Niedersachsen bildete sich die Samtgemeinde Dahlenburg am 1. März 1974 durch einen Zusammenschluss der fünf Gemeinden Boitze, Dahlem, dem Flecken Dahlenburg, Nahrendorf und Tosterglope.

### Einwohnerentwicklung
| Jahr | Einwohner | Quelle |
| ---- | --------- | ------ |
| 1975 | 6221      | [ 2 ]  |
| 1980 | 6585      | [ 2 ]  |
| 1985 | 6407      | [ 2 ]  |
| 1990 | 5777      | [ 2 ]  |
| 1995 | 6248      | [ 2 ]  |
| 2000 | 6408      | [ 2 ]  |
| 2005 | 6465      | [ 2 ]  |
| 2010 | 6253      | [ 2 ]  |
| 2015 | 6121      | [ 2 ]  |
| 2018 | 6171      | [ 2 ]  |

Daten jeweils zum 31. Dezember
|  |

## Politik

### Samtgemeindedaten
- Der Verwaltungssitz der Samtgemeinde ist im Rathaus der Flecken Dahlenburg
- Die Samtgemeinde gehört zum Landtagswahlkreis 48 Elbe und zum Bundestagswahlkreis 38 Lüchow-Dannenberg – Lüneburg[3][4]

### Samtgemeinderat
Der Rat der Samtgemeinde Dahlenburg besteht aus 18 Ratsmitgliedern. Dies ist die festgelegte Anzahl für eine Samtgemeinde mit einer Einwohnerzahl zwischen 6001 und 7000 Einwohnern. Die Ratsmitglieder werden durch eine Kommunalwahl für jeweils fünf Jahre gewählt. Die aktuelle Amtszeit begann am 1. November 2016 und endet am 31. Oktober 2021.
Stimm- und Sitzberechtigt im Rat der Samtgemeinde ist außerdem der hauptamtliche Samtgemeindebürgermeister.

Die letzte Kommunalwahl 2021 ergab die folgende Sitzverteilung:
| Samtgemeinderat 2021Insgesamt 18 Sitze - SPD: 4 - Grüne: 3 - DL: 1 - aB/FWG: 4 - CDU: 6 |

Vorherige Sitzverteilungen:
| Kommunalwahl | CDU | SPD | Grüne | aktive Bürger (aB)/FWG | Gesamt   |
| ------------ | --- | --- | ----- | ---------------------- | -------- |
| 2016         | 9   | 4   | 3     | 3                      | 19 Sitze |

- Die Wahlbeteiligung bei der Kommunalwahl 2016 lag mit 59,5 % über dem niedersächsischen Durchschnitt von 55,5 %.[8]

### Samtgemeindebürgermeister
Seit dem 1. Oktober 2013 war Christoph Maltzan (CDU) Samtgemeindebürgermeister. Er wurde am 22. September 2013 mit 81,8 % der Stimmen gewählt und war einziger Kandidat. Sein Amtsvorgänger war Joachim Dassinger (CDU), der im Januar 2013 abgewählt wurde.
Bei Samtgemeindebürgermeisterwahl 2021 gewann Uta Kraake (parteilos) in der Stichwahl mit 59,95 Prozent der Stimmen gegen Stefan Mondry (aB/FWG).Der Kandidat der SPD, Daniel Reichle, schied bei der ersten Wahl auf Platz 3 aus.

### Wappen
| Wappen von Samtgemeinde Dahlenburg | Blasonierung: „Auf grünem Dreiberg, der mit einem liegenden, herschauenden goldenen Löwen belegt ist, in Schwarz drei rot bedachte silberne Spitztürme, der mittlere mit offenem Tor und goldenem Fallgatter, umgeben von acht silbernen Rosen mit goldenem Kelch.“ |
| Wappen von Samtgemeinde Dahlenburg | Wappenbegründung: Klemens Stadler schreibt hierzu in seinem Buch: „Das Wappen hat noch die durch ein Bildsiegel aus der Zeit um 1500 erstmals bezeugte Form, nach der sich auch Hupps Wiedergabe richtete. In dem mit 1637 datierten Siegel mit der eigenartigen Umschrift „Des Rahts Wapfen“ stellte man die Rosen sternförmig dar. In neueren Siegeln sind die drei Türme gleichartig. Der Löwe ist eine Minderung des Lüneburger Wappentiers. Redend für den ‚Samtgemeindenamen‘ und zugleich Erinnerung an die Burg und die Stadteigenschaft, die Herzog Otto der Strenge 1289 gewährt hatte, sind die Türme.“ |

### Partnerschaften
- Gramsbergen (Niederlande) mit der Samtgemeinde Dahlenburg
- Le Molay-Littry (Frankreich) mit dem Flecken Dahlenburg
- Damasławek, Kreis Wongrowitz (Polen) mit dem Flecken Dahlenburg